# Chrysopa darlingtoni
Chrysopa darlingtoni is een insect uit de familie van de gaasvliegen (Chrysopidae), die tot de orde netvleugeligen (Neuroptera) behoort. 
Chrysopa darlingtoni is voor het eerst wetenschappelijk beschreven door Banks in 1938.